# Smáeyjar
Smáeyjar är fyra små obebodda öar i ögruppen Västmannaöarna. Öarna ligger väster om Hemön och består av berghällar och holmar. Den största holmen heter Hani och har en kulle som kallas Hana Head och vars högsta punkt ligger 37 meter över havet. Den sydligaste ön heter Hen (eller Hæna) och är 57 meter hög. Där finns en grotta som heter Kafhellir. Det två övriga öarna som räknas till Smáeyjar heter Hrauney och Grasleysa.